# Odienné
Odienné är en ort i Elfenbenskusten. Den är huvudort för distriktet Denguélé i den nordvästra delen av landet, 400 km nordväst om huvudstaden Yamoussoukro. Folkmängden uppgår till cirka 40 000 invånare.